# 梁漱溟墓
梁漱溟墓，位于山东省滨州市滨城区城黄山，是中华人民共和国山东省文物保护单位之一。
2006年12月7日，授予山东省文物保护单位，是一座近现代重要史迹及代表性建筑。